# سيف الدين الآمدي
سيف الدين الآمدي (551 هـ - 631 هـ) هو سيف الدين أبو الحسن علي بن أبي علي بن محمد بن سالم بن محمد العلامة الآمدي التغلبي الحنبلي ثم الشافعي.
فقيه أصولي وباحث. ولد في آمد من ديار بكر ونُسب إليها، وقرأ بها القراءات على الشيخ محمد الصفار، وعمار الآمدي. وحفظ «الهداية» في مذهب أحمد بن حنبل. ونزل بغداد وهو شاب وقرأ القراءات بها على ابن عبيدة. وتفقّه على أبي الفتح ابن المني الحنبلي، وسمع من أبي الفتح بن شاتيل. ثم انتقل شافعيا وصحب أبا القاسم بن فضلان، واشتغل عليه في الخلاف، وبرع فيه. وانتقل إلى القاهرة، فدرّس فيها واشتهر. وحسده بعض الفقهاء فتعصبوا عليه ونسبوه إلى فساد العقيدة والتعطيل ومذهب الفلاسفة، فخرج مستخفيا إلى حماة ومنها إلى دمشق فتوفي بها.
قال ابن العماد الحنبلي: وفيها [أي سنة 631 هـ] السّيف الآمدي، أبو الحسن علي بن أبي علي بن محمد الحنبلي ثم الشافعي المتكلم العلّامة، صاحب التصانيف العقلية. ولد بعد الخمسين بآمد، وقرأ القراءات والفقه، ودرس على ابن المنّي، وسمع من ابن شاتيل، ثم تفقه للشافعي على ابن فضلان، وبرع في الخلاف، وحفظ طريقة أسعد الميهني، وقيل: إنه حفظ «الوسيط» للغزالي، وتفنن في علم النظر، والكلام، والحكمة، وكان ذكيا من أذكياء العالم. أقرأ بمصر مدة، فنسبوه إلى دين الأوائل، وكتبوا محضرا بإباحة دمه، فلما رأى بعضهم ذلك الإفراط وقد حمل المحضر إليه ليكتب كما كتبوا، كتب:
قال ابن خلّكان: وضعوا خطوطهم بما يستباح به الدّم، فخرج مستخفيا إلى الشام، فنزل حماة مدة، وصنّف في الأصلين، والحكمة، والمنطق، والخلاف، وكلّ ذلك مفيد، ثم قدم دمشق في سنة اثنتين وثمانين فأقام بها مدة، ثم ولاه الملك المعظّم بن العادل تدريس العزيزية، فلما ولي أخوه الأشرف موسى عزل عنها، ونادى في المدارس: من ذكر غير التفسير، والحديث، والفقه، أو تعرّض لكلام الفلاسفة، نفيته. فأقام السيف الآمدي خافيا في بيته إلى أن توفي في صفر، ودفن بتربته بقاسيون.
ويُحكى عن ابن عبد السلام أنه قال: ما تعلّمنا قواعد البحث إلّا منه، وأنه قال: ما سمعت أحدا يلقي الدّرس أحسن منه، كأنه يخطب، وأنه قال: لو ورد على الإسلام متزندق يشكك ما تعيّن لمناظرته غيره لاجتماع آلات ذلك فيه.
وقال سبط ابن الجوزي: لم يكن في زمانه من يجاريه في الأصلين، وعلم الكلام. ومن تصانيفه المشهورة «الإحكام في أصول الأحكام» مجلدين، و «ابكار الأفكار» في أصول الدّين، في خمس مجلدات، واختصره في مجلد.
قال الذهبي: وله نحو من عشرين تصنيفاً.
وقال السّبكي: وتصانيفه كلّها حسنة منقّحة.
وقال الذهبي: «تفنن في علم النظر، والفلسفة وأكثر من ذلك. وكان من أذكياء العالم... دخل الديار المصرية وتصدر بها لإقراء العقليات بالجامع الظافري. وأعاد بمدرسة الشافعي. وتخرج به جماعة. وصنف تصانيف عديدة. ثم قاموا عليه، ونسبوه إلى فساد العقيدة والانحلال والتعطيل والفلسفة. وكتبوا محضرا بذلك. قال القاضي ابن خلكان: وضعوا خطوطهم بما يستباح به الدم، فخرج مستخفيا إلى الشام فاستوطن حماة. وصنف في الأصلين والمنطق والحكمة والخلاف، وله نحو من عشرين تصنيفا. ثم تحول إلى دمشق، ودرس بالعزيزية مدة، ثم عزل عنها لسبب أتهم فيه. وأقام بطالا في بيته. ومات في رابع صفر، وله ثمانون سنة.» وقال: «العلامة، المصنف، فارس الكلام، ... برع، وحفظ طريقة الشريف، ونظر في طريقة أسعد الميهني، وتفنن في حكمة الأوائل، فَرَقَّ دينه وأظلم، وكان يتوقد ذكاء.»
وقال الصفدي: «ولد بآمد سنة إحدى وخمسين وخمس مائة، ولما بلغ أربع عشرة سنة انحدر إلى بغداد واشتغل على الإمام أبي الفتح نصر بن فتيان ابن المني الحنبلي في الخلاف على مذهبه مدة، ثم صحب الإمام العلامة أبا القاسم يحيى بن أبي الحسن علي بن الفضل بن هبة الله بن بركة البغدادي ابن فضلان الشافعي وأخذ عنه الخلاف وتميز فيه، ... وقدم إلى حلب واجتمع بالشهاب السهروردي الحكيم المقتول وحكى عنه أنه قال رأيت كأني شربت البحر وهذا المنام رآه ابن تومرت، وعزم على الدخول إلى الديار المصرية، ... ثم دخل مصر والإسكندرية واشتغل عليه الطلبة وعقد له مجلس المناظرة واستدل بالتعيين ثم خرج منها فاجتاز بحماة فأرغبه صاحبها وأحسن إليه وأعطاه مدرسة فأقام بها مدة، ثم إن المعظم عيسى بن العادل كتب إليه ووعده إن قدم إليه أن يحسن إليه وحبب إليه سكنى دمشق، وكان سيف الدين يحبها ويؤثر المقام بها، فخرج من حماة ليلا ولم يعلم به صاحبها ودخل دمشق فأحسن إليه المعظم وولاه المدرسة العزيزية المجاورة لتربة الملك الناصر صلاح الدين، وأقبل على الاشغال والاشتغال والتصنيف عقد له مجلس المناظرة ليلة الجمعة وليلة الثلاثاء بالحائط الشمالي من جامع دمشق، وكان يحضره الأكابر من كل مذهب ورحل إليه الطلبة من جميع الآفاق من سائر الطوائف لطلب العلم، وكان خيّر الطباع سليم القلب حسن الاعتقاد قليل التعصب، رأيت عنده جماعة من أصحاب الإمام أحمد يشتغلون عليه، وكذلك أصحاب الإمام أبي حنيفة ومالك رضي الله عنهم، وهو في غاية الإكرام لهم والإحسان إليهم، حتى قيل له: يا مولانا تراك تؤثر الحنابلة وتزيد في الإحسان إليهم. فقال على سبيل المزاح: "المرتد لا يحب كسر المسلمين" يعني أنه كان قديماً حنبلياً.»

## مؤلفاته
له نحو عشرين مصنفا، منها:
| - أبكار الأفكار في أصول الدين. - غاية المرام في علم الكلام. - الإحكام في أصول الأحكام. - تعليقة الصغيرة في الخلاف. - تعليقة الكبيرة في الخلاف. - خلاصة الإبريز تذكرة للملك العزيز في العقائد. - دقائق الحقائق في الحكمة. - دليل متحد الائتلاف وجار في جميع مسائل الخلاف. | - رموز الكنوز في الحكمة. - شرح كتاب الجدل للشريف المراغي. - طريقة في الخلاف. - غاية الأمل في علم الجدل. - الغرائب وكشف العجائب في الاقترانات الشرطية - فرائد الفوائد في الحكمة. - كتاب الترجيحات في الخلاف. - كتاب المبين في معاني ألفاظ الحكماء والمتكلمين. | - كشف التمويهات في شرح التنبيهات. - لباب الألباب في المنطق. - منائح القرائح. - منتهى السالك في رتب المسالك - منتهى السول في علم الأصول. - المؤاخذ [المآخذ] الجلية في المؤاخذات الجدلية. - النور الباهر في الحكم الزواهر. |

## وصلات خارجية
- شبكة رافد، العقائد الإسلامية، سيف الدين الآمدي
- دار الإفتاء المصرية، الإمام الآمدي